# Entes fundamentales de la geometría
Los entes fundamentales de la geometría son entidades que no tienen definiciones, aunque las personas generalmente saben lo que estos conceptos significan. Son considerados conceptos apriorísticos ya que su definición sólo es posible a partir de la descripción de las características de otros elementos similares. El punto, la recta y el plano son los tres componentes fundamentales de la geometría clásica.

Un punto es lo que no tiene partes.
Euclides: Los Elementos, Libro I 